# Gary Dorrien
Gary John Dorrien, né le 21 mars 1952, est un théologien et universitaire américain, titulaire de la chaire Reinhold Niebuhr d'éthique sociale de l'Union Theological Seminary de New York et professeur de religion à l'université Columbia.

## Biographie
Dorrien étudie tout d'abord au Alma College (en) dans le Michigan, où il obtient son Bachelor of Arts en 1974, puis la théologie à l'Union Theological Seminary de New York, pour son Master of Divinity en 1978 et un second Master of Divinity au Princeton Theological Seminary en 1979. Son Philosophiæ doctor lui est décerné, en 1985, par l'Union Theological Seminary,.
Il est l'auteur de nombreux livres et articles d'éthique, d'histoire intellectuelle, de philosophie politique et de théologie. Le philosophe Cornel West le décrit comme « l'éthicien social prééminent en Amérique du Nord de nos jours » et le philosophe Robert Cummings Neville (en), comme « l'historien théologique le plus rigoureux de notre époque ».